# Julius Caesar (cratère)
Julius Caesar est un cratère d'impact situé sur la face visible de la Lune. À l'est, se trouve la Mare Tranquillitatis et au nord la baie du Sinus Honoris. Le cratère Sosigenes est à l'est tandis que la Mare Vaporum se situe au sud. L'intérieur du cratère est relativement élevé dans sa moitié sud-ouest avec un albedo plus lumineux dans la moitié nord et plus sombre dans la moitié sud.
En 1935, l'union astronomique internationale a donné le nom du dirigeant romain, Jules César à ce cratère lunaire.

## Cratères satellites
Les cratères dit satellites sont de petits cratères craterlets situés à proximité du cratère principal, ils sont nommés du même nom mais accompagné d'une lettre majuscule complémentaire (même si la formation de ces cratères est indépendante de la formation du cratère principal). Par convention ces caractéristiques sont indiquées sur les cartes lunaires en plaçant la lettre sur le point le plus proche du cratère principal. Liste des cratères satellites de Julius Caesar :
| Julius Caesar | Latitude | Longitude | Diamètre |
| ------------- | -------- | --------- | -------- |
| A             | 7.6° N   | 14.4° E   | 13 km    |
| B             | 9.8° N   | 14.0° E   | 7 km     |
| C             | 7.3° N   | 15.4° E   | 5 km     |
| D             | 7.2° N   | 16.5° E   | 5 km     |
| F             | 11.5° N  | 12.9° E   | 19 km    |
| G             | 10.2° N  | 15.7° E   | 20 km    |
| H             | 8.8° N   | 13.6° E   | 3 km     |
| J             | 9.2° N   | 14.1° E   | 3 km     |
| P             | 11.2° N  | 14.1° E   | 37 km    |
| Q             | 12.9° N  | 14.0° E   | 32 km    |